# Црна миса (филм)
Црна миса (енгл. Black Mass) амерички је криминалистички филм из 2015. године у режији Скота Купера, за који су сценарио написали Џез Батерворт и Марк Малоук по истоименој књизи Дика Лера и Џерарда О'Нила. Продуценти су Скот Купер, Џон Лешер, Патрик Макормик, Брајан Оливер и Тајлер Томпсон. Глумачку екипу чине Џони Деп, Џоел Еџертон, Бенедикт Камбербач, Кевин Бејкон, Џеси Племонс, Питер Сарсгард, Рори Кокран, Адам Скот, Дакота Џонсон и Кори Стол. Светска премијера филма је била 18. септембра 2015. у САД. Буџет филма је износио 53 милиона долара. Зарада од филма је 98,9 милиона долара.

## Радња
Године 1975. Џејмс „Вајти“ Булџер, вођа банде Винтер Хилс, контролише већи део организованог криминала у Јужном Бостону, заједно са својом десном руком Стивеном Флемијем, почетником Кевином Виксом и бездушним убицом Џонијем Мартораном. Булгер живи са својом ванбрачном женом Линдзи Сајр и њиховим малим сином Дагласом.
Булгерову доминацију оспорава ривалска банда са седиштем у Нортх Енду, браћа Ангиоуло, која су део мафијашке породице Нове Енглеске. ФБИ агент Џон Коноли се враћа у то подручје. Одрастао је у Јужном Бостону и био је пријатељ Вајтија и његовог брата Вилијама „Билија“ Булџерса; Били је сада председник Сената државе Масачусетс. Коноли покушава да се инфилтрира у браћу Ангиоуло и покушава да натера Вајтија да ради за ФБИ. Иако Вајти мрзи идеју да буде пацов, он разуме како ће таква заштита помоћи њему, његовој банди и породици.
Даглас пати од Рејевог синдрома, схрвана Линдзи га уклања са апарата за одржавање живота упркос Вајтијевим жестоким приговорима. Када браћа Ангиоуло убију војника Зимске планине, Вајти постаје доушник.
Иако Конолија подржава његов колега Џон Морис, њихов шеф Чарлс Мегвајер је сумњичав према Конолију. Вајти све више искоришћава свој статус доушника, користећи Конолијеву „заштиту“ као покриће за своје злочине. Када Коноли затражи информације о Ангиулосовим местима за изнуду, Вајти показује слике скровишта ривалских банди, дозвољавајући ФБИ-у да постави прислушкивање. ФБИ хапси Ангиулоса, елиминишући тако преостале противнике Вајтијевог ауторитета. Коноли, заслепљен својом прошлошћу, постаје близак са Вајтијем и бандом и чак их позива у своју кућу на вечеру. Његова супруга Маријана види негативне промене у свом мужу док се он зближава са Вајтијевим агентом доушником, укључујући прихватање скупих поклона и новца од банде.
Партнер Брајан Халоријан одлази у ФБИ да пријави Вајтијеву умешаност, што је веома нервирало Конолија. Коноли тада говори Вајтију о Халоријановој оптужби, што доводи до убиства Халоријана и неименованог саучесника. Након смрти његове мајке, Вајтијево понашање постаје све насилније и непредвидиво, што погоршава његов однос са Конолијем.
Када је адвокат „Булдог“ Фред Вајшак именован за новог помоћника америчког тужиоца у Бостону, Коноли покушава да се спријатељи и евентуално скрене његову пажњу са Вајтија, али Усак то отворено одбија и захтева да ФБИ ухапси Вајтија. Џон Мекинтајер, доушник банде Винтер Хиллс, извештава о Вајтијевом покушају да прокријумчари оружје за ИРА. Пошиљка је конфискована, али Вајти убија Мекинтајра након што је Коноли дао дојаву. Висхак и МцГуире истражују Конолија и његовог доушника Вајтија и схватају да је већина „трагова“ које је Вајти дала већ добијена из других извора. Морис, фрустриран и уплашен кривичног гоњења због своје повезаности са Конолијевим активностима, анонимно открива Конолијеву и Вајтијеву везу за Тхе Бостон Глобе, који је на насловној страни објавио чланак о везама ФБИ-а са организованим криминалом.
Коноли, Флеми, Викс и Марторано су ухапшени. Вајти трчи, али пре тога се последњи пут опрашта од Билија на говорници. Морис сведочи против Конолија у замену за имунитет. Објављују се пресуде Конолију и другим глумцима, а на крају филма открива се да је сада остарјелог Вајтија ухватио ФБИ 2011. године.

## Главне улоге
| Глумац             | Улога                 |
| ------------------ | --------------------- |
| Џони Деп           | Џејмс "Вајти" Балџер  |
| Џоел Еџертон       | Џон Коноли            |
| Бенедикт Камбербач | Вилијам "Били" Балџер |
| Рори Кокран        | Стивен Флеми          |
| Кевин Бејкон       | Чарлс Магвајер        |
| Џеси Племонс       | Кевин Викс            |
| Питер Сарсгард     | Брајан Холоран        |
| Дакота Џонсон      | Линдси Сајр           |
| Кори Стол          | Фред Вајшак           |
| Дејвид Харбор      | Џон Морис             |
| Џулијана Николсон  | Меријен Коноли        |
| Адам Скот          | Роберт Фицпатрик      |
| Џуно Темпл         | Дебора Хаси           |